# Sihui (metropolitana di Pechino)
Sihui (in cinese: 四惠站S, Sìhuì zhànP) è una stazione della linea 1 della metropolitana di Pechino.
In passato, la stazione di Sihui rappresentava il capolinea occidentale della linea Batong e consentiva ai passeggeri di cambiare banchina e di effettuare l'interscambio con la linea 1. Dal 29 agosto 2021, con l’inizio dell’esercizio congiunto tra la linea 1 e la linea Batong, la stazione ha smesso di essere un punto di interscambio tra le due linee, diventando una normale fermata lungo un’unica linea continua.

## Storia
Nel 1965, il Comitato Centrale del Partito Comunista Cinese approvò il Rapporto sulla costruzione della metropolitana di Pechino, che definiva chiaramente il piano per realizzare le prime stazioni della metropolitana.
Il 15 gennaio 1971 aprì al pubblico la prima fase della metropolitana di Pechino, nella tratta tra la stazione di Gongzhufen e la stazione ferroviaria di Pechino centrale (oggi parte della linea 2). Tuttavia, in questa fase, la stazione di Sihui non era ancora nei piani.
In seguito, il 20 ottobre 1986, la stazione di Sihui fu inclusa nella pianificazione della futura linea Fuba (oggi parte linea 1). Solamente il 26 gennaio 1991, la Commissione nazionale per la pianificazione approvò il rapporto di fattibilità per la costruzione della nuova linea Fuba, confermando anche la stazione di Sihui.
Il 28 settembre 1999 viene inaugurata la linea Fuba, aprendo al pubblico tutte le stazioni facenti parte del tragitto, inclusa la stazione di Sihui.
In seguito, Il 28 giugno del 2000, la linea Fuba è stata unificata e assorbita completamente dalla linea 1.

### Linea Batong
Il tracciato della linea Batong è stato definito nei primi anni '90 come parte della proposta di progettazione della metropolitana di Pechino a servizio del distretto di Chaoyang. I lavori di costruzione sono stati avviati il 28 dicembre 2001 e la linea è stata inaugurata due anni dopo, il 27 dicembre 2003, aprendo al pubblico le 13 stazioni nella tratta Sihui − Tuqiao. La stazione di Sihui diventò, quindi, il capolinea occidentale della linea Batong e stazione di interscambio con la linea 1.
Nel 2010 si iniziò a ipotizzare una operatività congiunta tra la linea 1 e la linea Batong, che avrebbe ridotto i tempi di viaggio e evitato lo scambio alla stazione di Sihui. Si notò, però, che da un punto di vista ingegneristico l'operazione sarebbe stata estremamente difficoltosa in quanto le due linee utilizzavano una segnaletica differente. Gli studi di fattibilità vennero avviati nel 2016 e il 12 giugno 2020 la Commissione di riforma e sviluppo di Pechino approvò il progetto di interservizio tra la linea 1 e la linea Batong.
In seguito, il 29 agosto 2021, venne avviata l’operatività congiunta tra la linea 1 e la linea Batong, e Sihui divenne una stazione intermedia lungo il nuovo tracciato unificato, perdendo la funzione di stazione di interscambio.

## Nome
Durante la fase di pianificazione della linea Fuba, la stazione era inizialmente chiamata Bawangfen (八王坟S, bāwángfénP), nome che poi venne utilizzato temporaneamente per la stazione Dawanglu. Al momento della denominazione ufficiale, però, si optò per Sihui in quanto nome che unisce il carattere 四 (sì, “quattro”), in riferimento al quarto anello autostradale che si erge nelle vicinanze, e 惠 (huì), dal vicino fiume Tonghui.

## Posizione
La stazione di Sihui si trova nel distretto di Chaoyang, sul lato nord-est del ponte Sihui, all'incrocio tra la superstrada Beijing-Tongzhou, Tonghuihe North Road e il quarto anello autostradale di Pechino. La stazione è orientata in direzione est-ovest. Sul lato sud della superstrada Beijing-Tongzhou si trova l’hub di trasporto di Sihui, collegato alla stazione tramite una passerella pedonale che attraversa la strada principale per agevolare i trasferimenti tra i mezzi.

## Struttura e impianti

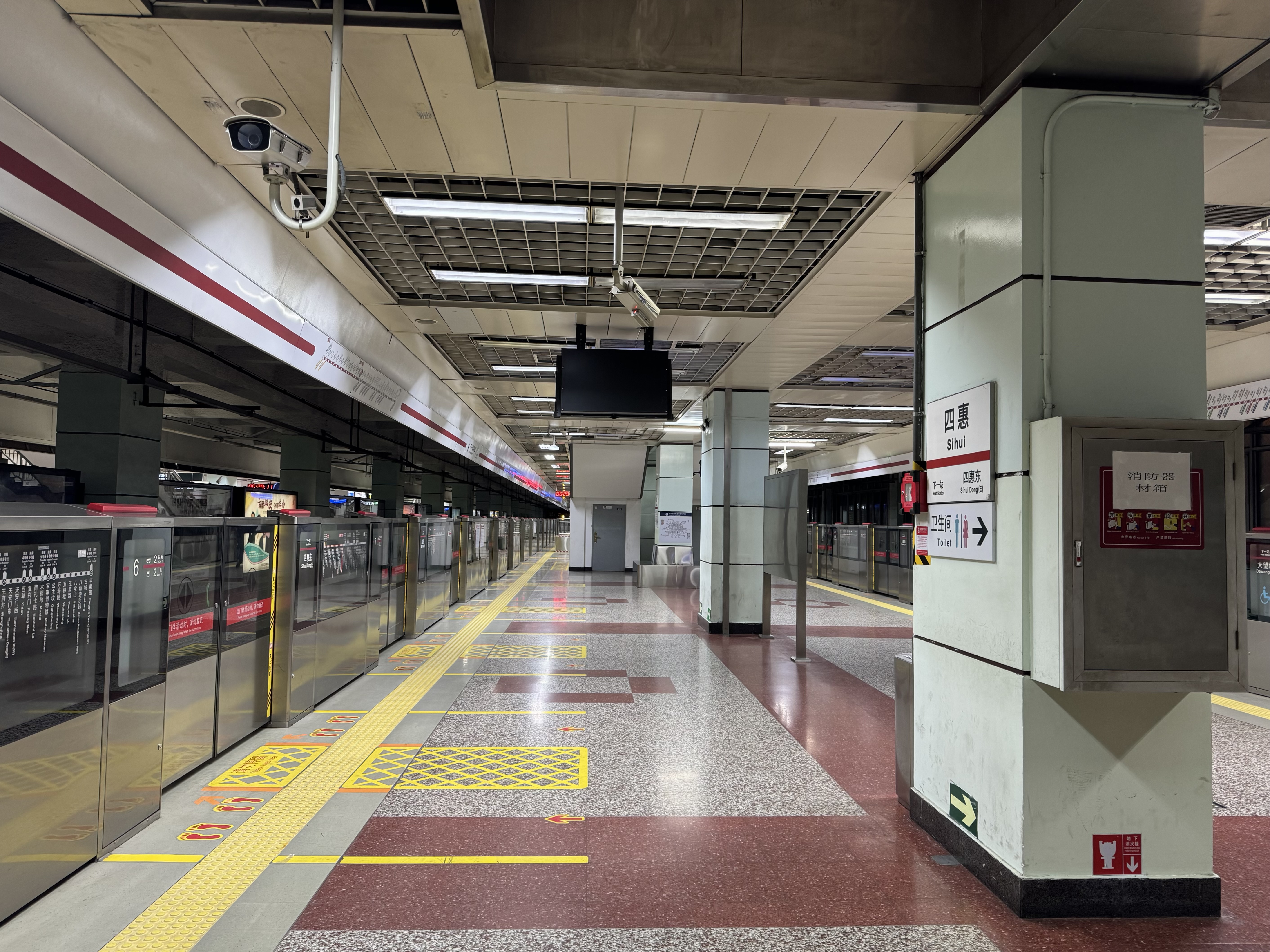
Banchina della stazione.

La stazione, costruita in superficie, è strutturata in due livelli. Al secondo piano è stato realizzato l'atrio, con la biglietteria e il punto informazioni, mentre al livello stradale sono state costruite le banchine a isola per l'accesso ai treni. Il 29 agosto 2021, in seguito all’attivazione dell’esercizio congiunto tra la linea 1 e la linea Batong, la banchina meridionale della linea Batong presso la stazione di Sihui è stata chiusa, così come le scale nella parte sud dell’atrio che conducevano alla stessa.
La stazione presenta sei accessi, indicati con le lettere A, B, C1, C2, D e E. L'ingresso A è accesibile ai portatori di disabilità motorie.

## Servizi
La stazione dispone di:
- Accessibilità per portatori di handicap (solo ingresso A)
- Emettitrice automatica biglietti
- Scale mobili
- Servizi igienici
- Sportello automatico
- Stazione video sorvegliata
- Ufficio polizia

### Orari
Il primo treno lascia la stazione di Sihui in direzione Universal Resort tutti i giorni alle 5:37, mentre l'ultimo che effettua tutta la tratta parte alle 23:39. Alcuni treni effettuano solo una parte della tratta della linea 1 − Batong, fermando alla stazione di Sihuidong, con l'ultimo treno che effettua servizio alle 00:21.
In direzione opposta, verso Gucheng, il primo treno effettua servizio alle 4:56 mentre l'ultimo alle 23:32.

## Interscambi
- Fermata autobus